# Волгоградский завод весоизмерительной техники
Волгоградский завод весоизмерительной техники образован в 1992 году на базе инновационного опытного предприятия «АЛВО» и завода «Эталон», выпускавшего измерительное оборудование в 70-80-х годах XX века.
Предприятие специализируется на разработке и производстве весов и систем взвешивания для промышленных, торговых и сельскохозяйственных предприятий. Продукция завода известна под торговыми марками завода «Волгоградские весы» и  «Конвейт».
Филиал завода «Производственное предприятие Конвейт» производит модульные дома и быстросборные здания производственно-складского назначения.
Волгоградский Завод Весоизмерительной Техники помимо выпуска продукции известен своим некоммерческим проектом – историко-техническим Музеем мер и весов, который открыт для свободного посещения.

## История завода
Датой основания предприятия считается 8 апреля 1992 года — в этот день завод был зарегистрирован в налоговых органах. 

Генеральный директор завода — Евгений Владимирович Остапенко.

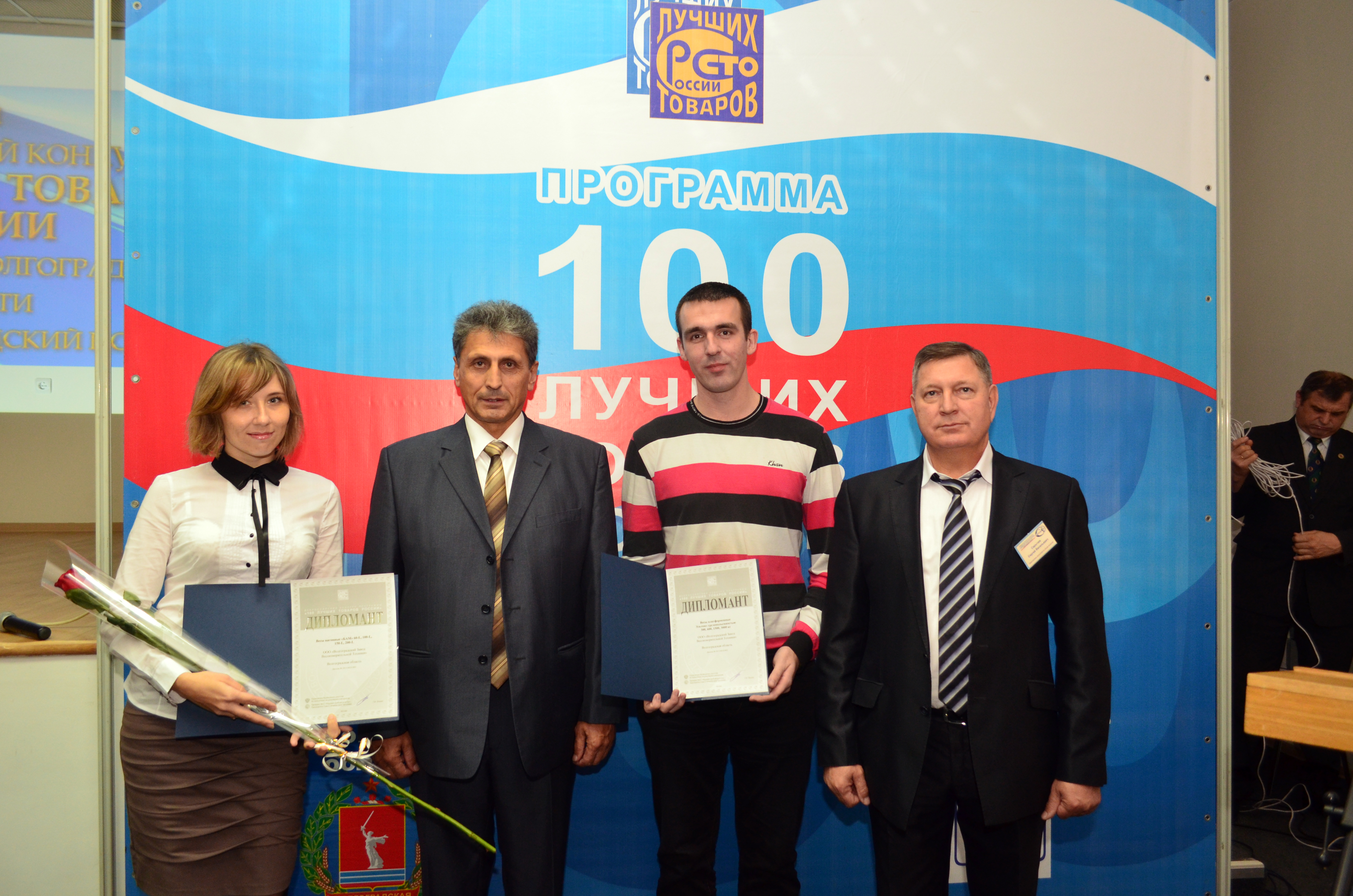
автомобильные весы «ВАЛ», вагонные весы «БАМ», платформенные весы «Эльтон» входят в список «100 лучших товаров России»

За время своего существования Волгоградский Завод Весоизмерительной техники провел две реконструкции, направив значительные средства на повышение технического и технологического уровня, наращивание объемов производства. За время работы на заводе изготовлено и поставлено около 33 тыс. единиц оборудования общим весом 22 тыс. тонн..

На заводе активно ведется работа конструкторов и метрологов, сертифицируются новых виды продукции. Завод аккредитован Федеральной службой «Росаккредитация» на право поверки различных средств измерений.  Продукция завода:  Автомобильные весы ВАЛ, Вагонные весы «БАМ», платформенные весы Эльтон входят в список «100 лучших товаров России».

Модернизируя производство, разрабатывая новые, более современные модели, предприятие заботится также о защите своих  законных интересов, для чего все разработки завода защищаются патентами и товарными знаками. Защищены товарными знаками следующие изделия завода: автомобильные весы ВАЛ, вагонные весы БАМ, карьерные весы «Сталинград», животноводческие весы «Эльтон», конвейерные весы «Хопер», платформенные весы «Волга», бункерные весы «Нива», противоударные весы «Индустрия», монорельсовые весы «Итиль», ветеринарная станция «ВетМастер», система взвешивания емкостей «Паскаль», весовой транспортер «Стриж», дозатор «Дон», фасовщик овощей «Чиполлино» и др.

## Виды деятельности
Специализируется на производстве:

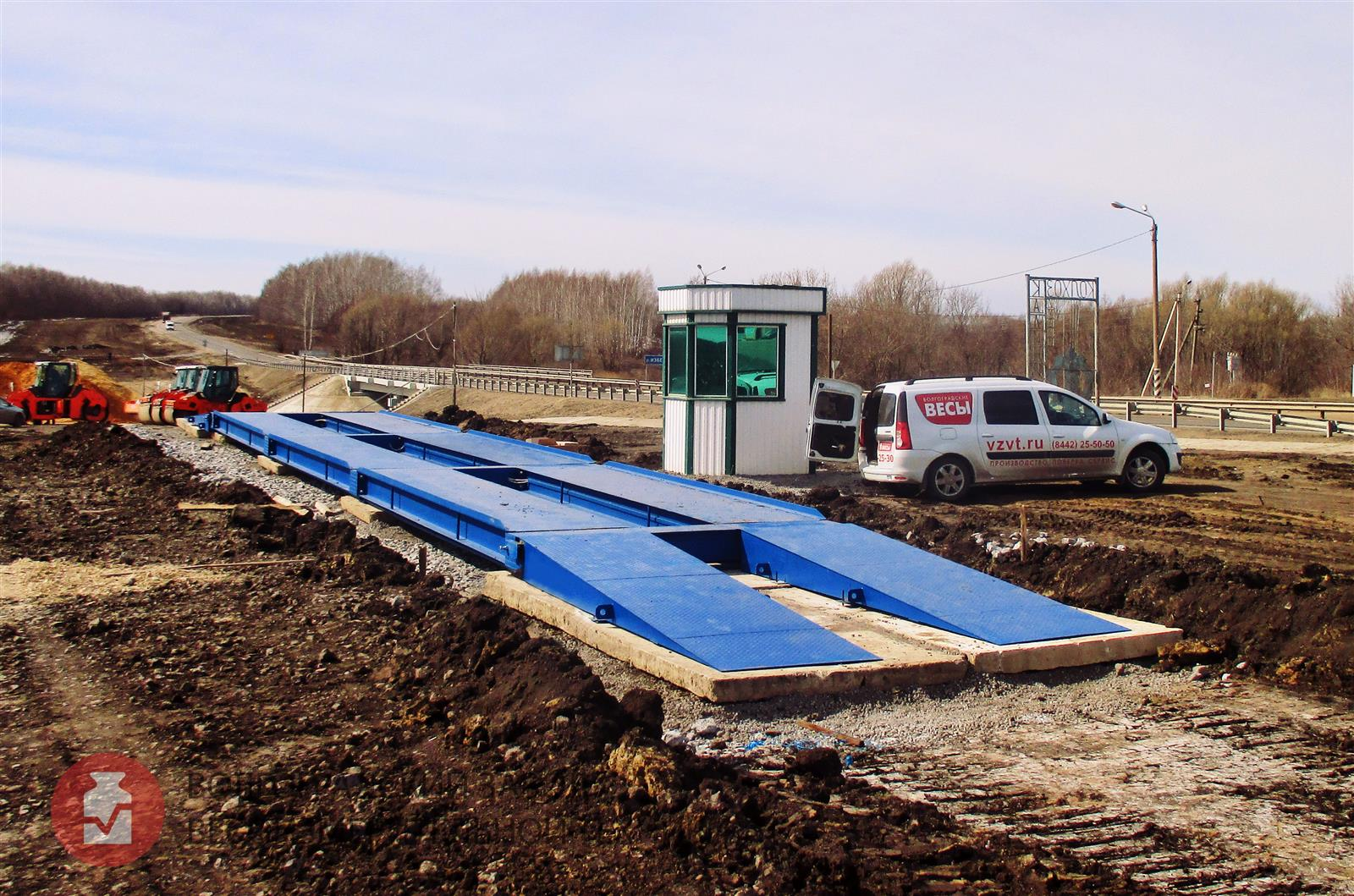
Автомобильные весы ВАЛ для взвешивания грузовых автомобилей до 80 тонн

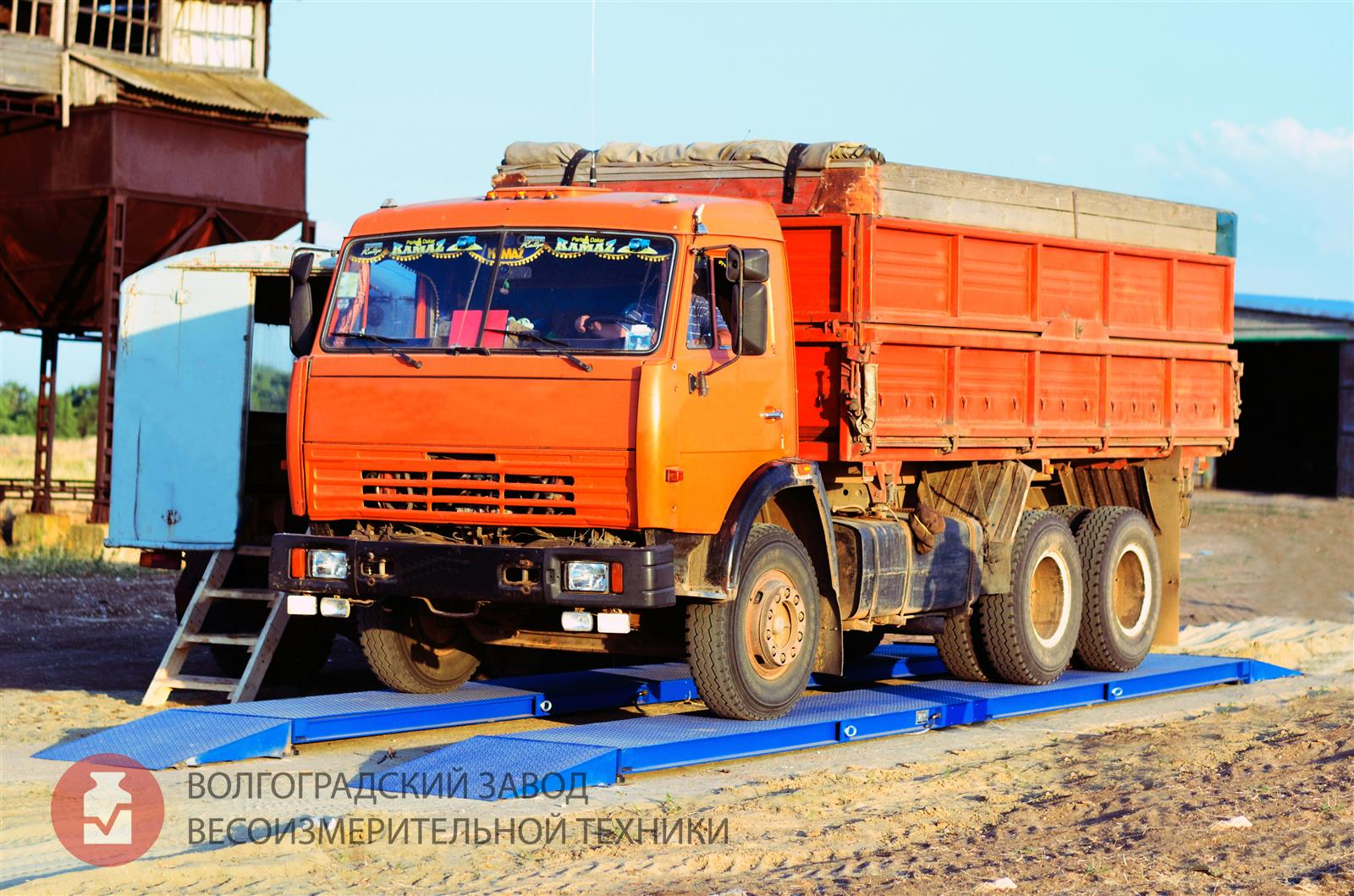
Автомобильные весы бесфундаментного типа для взвешивания грузовых автомобилей 30,40, 60 тонн

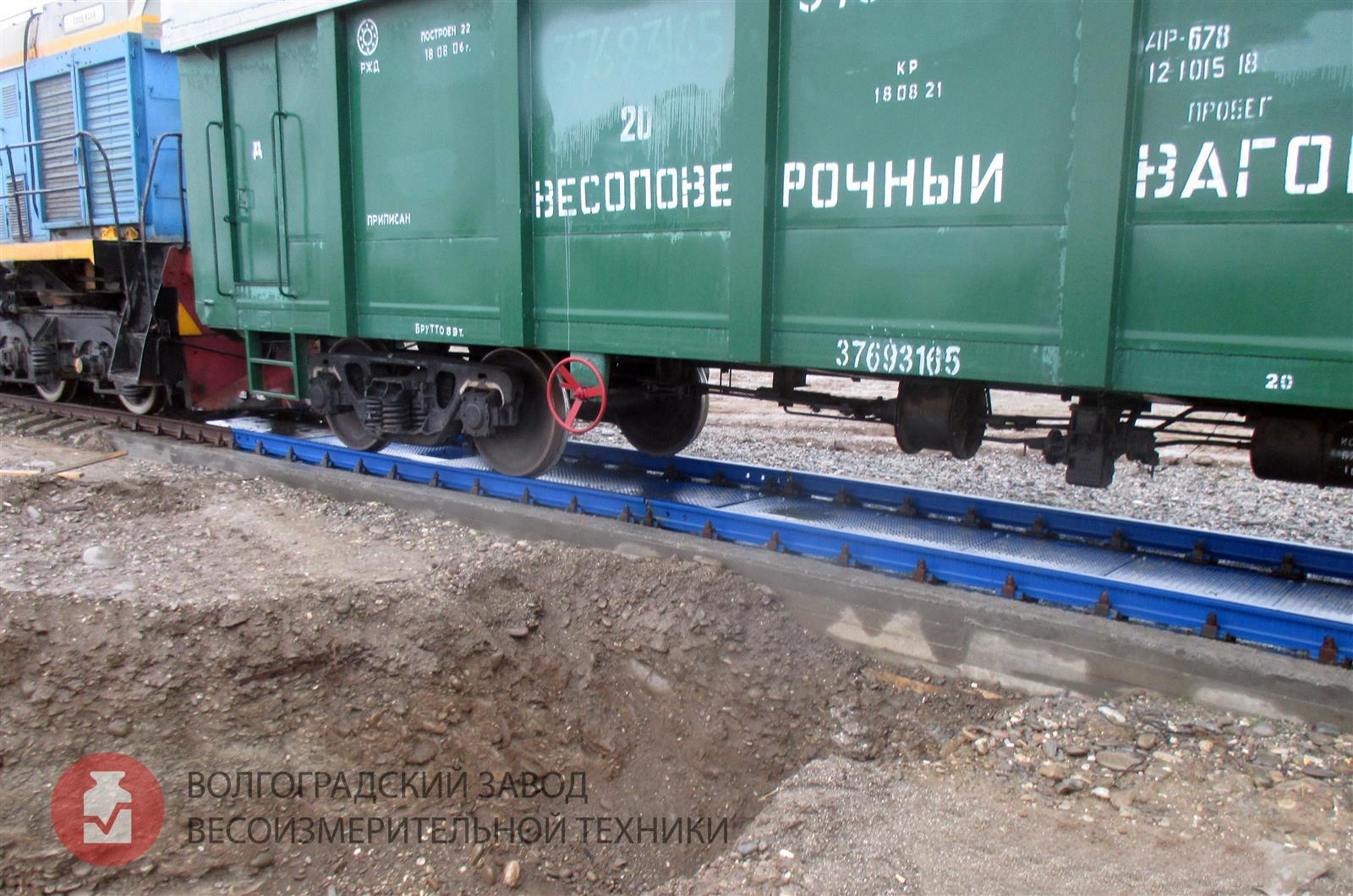
Вагонные бесфундаментные весы БАМ для по тележечного и по вагонного взвешивания железнодорожных составов

- весов (авиационных, автомобильных, вагонных, весов для взвешивания животных и др.);
- быстровозводимых сборно-разборных модульных зданий;
- ответственных металлоконструкций.

Осуществляет поверку средств измерений (аккредитован Федеральной службой по аккредитации «Росаккредитация»).

## Продукция завода
Завод выпускает: автомобильные, вагонные весы, весы для взвешивания животных, ветеринарные станции, системы взвешивания емкостей, бункерные весы, дозаторы, массовые расходомеры, платформенные весы различного назначения, монорельсовые и конвейерные весы, а также ленточные весовые транспортеры и динамометры.

Все оборудование выпускается в различных модификациях: отличается размерами платформы, пределом взвешивания, степенью пылевлагозащиты, рабочим температурным диапазоном, что позволяет подобрать весы для конкретных условий работы и эксплуатации. Реализуются в том числе проекты по изготовлению сложных приборов в соответствии с техническим заданием заказчика.
Помимо весоизмерительной техники завод на территории своего обособленного филиала Производственного предприятия Конвейт выпускает быстровозводимые модульные здания и сборно-разборные модульные блоки, используя торговую марку Конвейт.

Модульные здания используются для организации временного и вахтового жилья, строительства административных зданий в труднодоступных районах, в торговле, промышленности и сельском хозяйстве. Их можно возводить на арендованной земле, использовать под кафе, магазины, склады, бытовки, столовые, бани, общежития, офисы и пр. Особенность модульных зданий в том, что для их установки не требуется разрешительная документация и тяжелый фундамент, а сам модуль быстро собирается (в течение одного дня). Кроме того, такие здания можно перевезти, собрав конструкцию и расположив её компактно (в еврофуру входит до 8 модулей 6,0 х 2,5 м). 

Отличительной особенностью модульных зданий, произведенных на заводе, является то, в их комплектацию входит автономная электростанция, позволяющая использовать альтернативные источники энергии.

## Достижения
Предприятие имеет широкую географию поставок весового оборудования, регулярно участвует в большинстве крупных российских и международных выставок, его продукция отмечена многочисленными дипломами и наградами.

Такие товары завода, как весы автомобильные «ВАЛ», весы платформенные для животных «Эльтон», весы вагонные «БАМ» стали дипломантами Всероссийского конкурса Программы  «100 лучших товаров России» в 2012 и 2013 годах.

 Завод владеет большим числом зарегистрированных известных товарных знаков (весы: Волга, Нива, Эльтон, Дон, ВАЛ, БАМ, ВетМастер и др.), торговыми марками (Волгоградские весы, Конвейт, весТорг), патентами на весы и устройства для измерения веса. В частности, Волгоградский Завод Весоизмерительной Техники запатентовал устройства для весового дозирования сыпучих материалов, устройства для фиксации и взвешивания животных при ветсанобработке, устройство передвижное для взвешивания животных, весы для вилочного погрузчика.

Помимо выпуска весоизмерительной техники Волгоградский Завод Весоизмерительной Техники осуществляет поверку и калибровку различных средств измерений согласно Аттестату Аккредитации в области обеспечения единства измерений, выданному Федеральной службой по аккредитации «Росаккредитация». Волгоградский Завод Весоизмерительной Техники является членом Межрегиональной Ассоциации Производителей Весоизмерительной Техники, деятельность которой направлена на развитие весоизмерительного производства в Российской Федерации, внедрение новых технологий, создание качественной российской весоизмерительной техники.

## Музей мер и весов

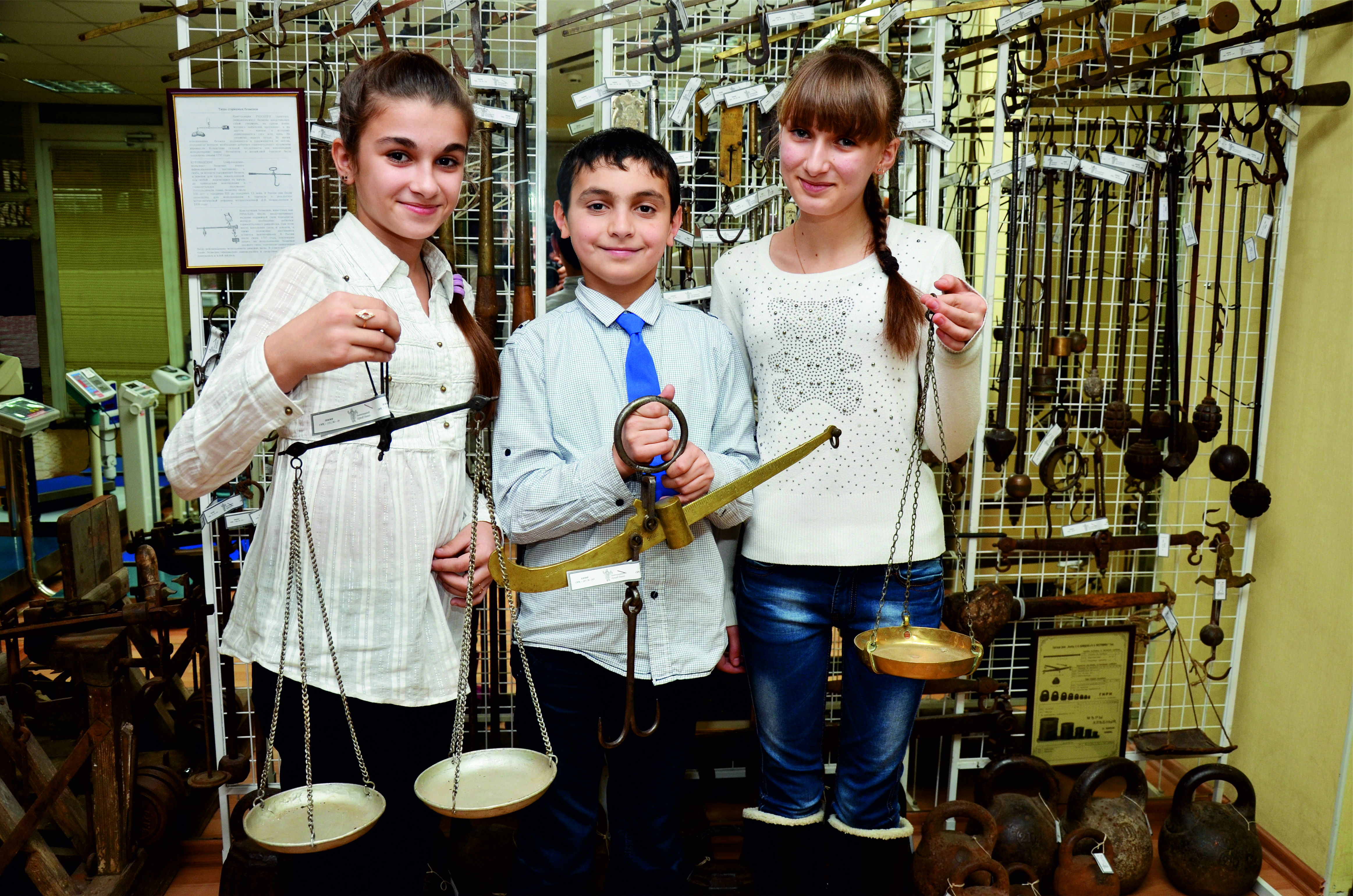
Волгоградский историко-технический музей мер и весов – гордость Волгоградского Завода Весоизмерительной Техники – открыт для свободного посещения

При заводе открыт Волгоградский музей мер и весов, в коллекции которого отражены традиции российского и мирового весостроения и мировая истории весов. Экспозиция музея, растущая с каждым годом, является одним из значительных и занимательных тематических собраний в стране. В коллекции музея представлены весы и меры XVI - XX веков 
С 2009 года музей открыт для посетителей. В 2014 году в собрании музея насчитывалось более 2000 бесценных исторических экспонатов.